# Nagasaribu III
Nagasaribu III is een bestuurslaag in het regentschap Humbang Hasundutan van de provincie Noord-Sumatra, Indonesië. Nagasaribu III telt 1355 inwoners (volkstelling 2010).